# Wiekosław
Wiekosław (Vjekoslav, Vekoslav) – słowiańskie imię męskie złożone z członów wiek (wiek) oraz sław (sława)  Może oznaczać: posiadający wieczną sławę. Obce formy: Athanasios (gr). Forma żeńska: Wiekosława. Popularne zwłaszcza w krajach południowosłowiańskich.
Znane osoby noszące to imię:
- Vjekoslav Grmić, słoweński biskup katolicki
- Vjekoslav Karas, chorwacki malarz
- Vjekoslav Klaić, chorwacki pisarz i historyk
- Vjekoslav Kolobarić, chorwacki wioślarz
- Vjekoslav Luburić, chorwacki wojskowy
- Vjekoslav Noršić,chorwacki historyk
- Vjekoslav Prvčić, chorwacki pisarz
- Vjekoslav Servatzy, chorwacki wojskowy
- Vjekoslav Štefanić,  chorwacki filolog
- Vjekoslav Vrančić, chorwacki wojskowy